# Mercurol
Mercurol är en kommun i departementet Drôme i regionen Auvergne-Rhône-Alpes i sydöstra Frankrike. Kommunen ligger i kantonen Tain-l'Hermitage som tillhör arrondissementet Valence. År 2013 hade Mercurol 2 245 invånare.

## Befolkningsutveckling
Antalet invånare i kommunen Mercurol
Referens:INSEE